# Metapenaeus dalli
Metapenaeus dalli är en kräftdjursart som beskrevs av Racek 1957. Metapenaeus dalli ingår i släktet Metapenaeus och familjen Penaeidae. Inga underarter finns listade i Catalogue of Life.